# Campionato Europeo Velocità 2022
Il campionato Europeo Velocità 2022 è stato la quarantaduesima edizione della competizione motociclistica europea.

## Stagione
La Moto2, per il quarto anno consecutivo unica categoria ad assegnare il titolo europeo (nel motociclismo su pista), disputa in quest'annata la sua ottava edizione valevole per il titolo continentale; torna ad essere gestita direttamente dalla FIM e quindi non più sovrapponibile col campionato nazionale spagnolo. Il campionato è iniziato nel fine settimana del 7/8 maggio presso il Estoril ed è terminato il 30 ottobre al Circuito di Valencia per un totale di undici gare in sette differenti eventi. Il tedesco Lukas Tulovic, giunto terzo nella stagione precedente, grazie a tre vittorie consecutive ad inizio campionato, si porta al comando della classifica e manterrà la posizione fino all'evento finale di Valencia. Tulovic, con sette vittorie e quattro secondi posti, chiude con un margine di oltre settanta punti sull'australiano Senna Agius, vincitore delle due prove in Catalogna. Terzo classificato è Álex Escrig, vincitore anch'egli di due prove, staccato di poco meno di venti punti da Agius. Tra i costruttori, dopo due annate favorevoli a Speed Up, torna al successo Kalex che vince, monopolizzando tutti i posti sul podio, tutte le gare previste.
Tra i piloti che prendono parte alla classifica separata della Stock600, prevale lo spagnolo Marco Tapia che vince solo il primo evento a Valencia ma nelle restanti prove non fa mai peggio quarto. Secondo, staccato di ventiquattro punti, si posiziona Álex Ruiz, vincitore della doppia prova dell'Estoril; al terzo posto Juan Rodríguez, staccato di quattordici punti da Ruiz.

## Piloti Partecipanti[6]
| Nº | Pilota                 | Squadra                             | Motocicletta    |
| -- | ---------------------- | ----------------------------------- | --------------- |
| 2  | Marc Alcoba            | Avintia Junior Team                 | Kalex Moto2     |
| 3  | Lukas Tulovic          | Liqui Moly Intact GP Junior Team    | Kalex Moto2     |
| 4  | Héctor Garzó           | MV Agusta Forward Junior Team       | MV Agusta F2    |
| 4  | Héctor Garzó           | Team MMR                            | Kalex Moto2     |
| 6  | Jacopo Hosciuc         | Avintia Junior Team                 | Yamaha YZF-R6   |
| 7  | Zech Dzegede           | EasyRace Team                       | Yamaha YZF-R6   |
| 8  | Marco Tapia            | EasyRace Team                       | Yamaha YZF-R6   |
| 9  | Charles Aubrie         | JEG Racing                          | Kalex Moto2     |
| 10 | Tommaso Marcon         | Team MMR                            | Kalex Moto2     |
| 11 | Álex Escrig            | Yamaha Philippines Stylobike Racing | Kalex Moto2     |
| 12 | Álex Ruiz              | Fau55 Tey Racing                    | Yamaha YZF-R6   |
| 13 | Mattia Rato            | Team MMR                            | Kalex Moto2     |
| 15 | Borja Gómez            | Cardoso Racing                      | Kalex Moto2     |
| 16 | Jamie Davies           | Fifty Motorsport                    | Kalex Moto2     |
| 17 | Dani Muñoz             | Fifty Motorsport                    | Yamaha YZF-R6   |
| 18 | Xavier Cardelús        | Promoracing                         | Kalex Moto2     |
| 19 | Ryan van de Lagemaat   | Qnium Racing                        | Yamaha YZF-R6   |
| 23 | Eduardo Montero        | Moonpharm Kiefer Racing             | KTM Moto2       |
| 25 | Thomas Strudwick       | Vision Track Racing Team            | Yamaha YZF-R6   |
| 27 | Maxwell Toth           | Team MMR                            | Kalex Moto2     |
| 30 | Pasquale Alfano        | Cardoso Racing                      | Yamaha YZF-R6   |
| 31 | Roberto García         | Cardoso Racing                      | Kalex Moto2     |
| 32 | McKinley Paz           | Yamaha Philippines Stylobike Racing | Kalex Moto2     |
| 33 | Filip Řeháček          | Cardoso Racing                      | Yamaha YZF-R6   |
| 35 | Sam Wilford            | AGR Team                            | Kalex Moto2     |
| 37 | Corey Tinker           | Vision Track Racing Team            | Spirit          |
| 37 | Corey Tinker           | Vision Track Racing Team            | Yamaha YZF-R6   |
| 38 | Juan Rodríguez         | Cuna de Campeones                   | Yamaha YZF-R6   |
| 44 | Kevin Orgis            | Avintia Junior Team                 | Yamaha YZF-R6   |
| 44 | Kevin Orgis            | Avintia Junior Team                 | Kalex Moto2     |
| 51 | Angelo Tagliarini      | Dodici Motorsport Racing Team       | Boscoscuro B-22 |
| 55 | Álex Toledo            | Pertamina Mandalika SAG Euvic       | Kalex Moto2     |
| 56 | Nicola Gianico         | MV Agusta Forward Junior Team       | MV Agusta F2    |
| 56 | Nicola Gianico         | Yamaha Philippines Stylobike Racing | Kalex Moto2     |
| 70 | Miguel Santiago Duarte | MS Racing Junior                    | Yamaha YZF-R6   |
| 71 | Miquel Pons            | H43 Team Nobby                      | Brevo           |
| 72 | Yeray Ruiz             | Fau55 Tey Racing                    | Kalex Moto2     |
| 73 | Dino Iozzo             | IUM Motorsport                      | Yamaha YZF-R6   |
| 74 | Piotr Biesiekirski     | Pertamina Mandalika SAG Euvic       | Kalex Moto2     |
| 75 | Martin Renaudin        | Avintia Junior Team                 | Yamaha YZF-R6   |
| 77 | Mattia Volpi           | AGR Team                            | Kalex Moto2     |
| 78 | Eric Fernández         | Team Speed Racing                   | Kawasaki ZX-6R  |
| 81 | Senna Agius            | Promoracing                         | Kalex Moto2     |
| 86 | Kylian Nestola         | Fau55 Tey Racing                    | Yamaha YZF-R6   |
| 88 | Nicolas Chris Czyba    | H43 Team Nobby                      | Yamaha YZF-R6   |
| 89 | Davis Sanchís          | MV Agusta Forward Junior Team       | MV Agusta F2    |
| 90 | Freddie Heinrich       | Fau55 Tey Racing                    | Yamaha YZF-R6   |
| 91 | Mihail Florov          | Avintia Junior Team                 | Yamaha YZF-R6   |
| 91 | Mihail Florov          | Yamaha GV Stratos                   | Yamaha YZF-R6   |

| Legenda            |
| ------------------ |
| Pilota wildcard    |
| Pilota sostitutivo |

## Calendario[2]
| Nº | Data       | Gran Premio         | Circuito  | Giro più veloce | Vincitore Gara | Leader del campionato |
| -- | ---------- | ------------------- | --------- | --------------- | -------------- | --------------------- |
| 1  | 8 maggio   | Portogallo          | Estoril   | Lukas Tulovic   | Lukas Tulovic  | Lukas Tulovic         |
| 1  | 8 maggio   | Portogallo          | Estoril   | Lukas Tulovic   | Lukas Tulovic  | Lukas Tulovic         |
| 2  | 22 maggio  | Comunità Valenciana | Valencia  | Lukas Tulovic   | Lukas Tulovic  | Lukas Tulovic         |
| 3  | 12 giugno  | Catalogna           | Catalogna | Senna Agius     | Senna Agius    | Lukas Tulovic         |
| 3  | 12 giugno  | Catalogna           | Catalogna | Senna Agius     | Senna Agius    | Lukas Tulovic         |
| 4  | 3 giugno   | Andalusia           | Jerez     | Álex Escrig     | Álex Escrig    | Lukas Tulovic         |
| 5  | 17 luglio  | Portogallo          | Portimão  | Lukas Tulovic   | Álex Escrig    | Lukas Tulovic         |
| 5  | 17 luglio  | Portogallo          | Portimão  | Senna Agius     | Lukas Tulovic  | Lukas Tulovic         |
| 5  | 9 ottobre  | Aragona             | Aragón    | Lukas Tulovic   | Lukas Tulovic  | Lukas Tulovic         |
| 5  | 9 ottobre  | Aragona             | Aragón    | Lukas Tulovic   | Lukas Tulovic  | Lukas Tulovic         |
| 7  | 30 ottobre | Comunità Valenciana | Valencia  | Lukas Tulovic   | Lukas Tulovic  | Lukas Tulovic         |

## Classifica

### Moto2
| Pos. | Pilota               | Moto              | Portogallo (bandiera) | Portogallo (bandiera) | Comunità Valenciana (bandiera) | Catalogna (bandiera) | Catalogna (bandiera) | Andalusia (bandiera) | Portogallo (bandiera) | Portogallo (bandiera) | Aragona (bandiera) | Aragona (bandiera) | Comunità Valenciana (bandiera) | P.ti |
| ---- | -------------------- | ----------------- | --------------------- | --------------------- | ------------------------------ | -------------------- | -------------------- | -------------------- | --------------------- | --------------------- | ------------------ | ------------------ | ------------------------------ | ---- |
| 1    | Lukas Tulovic        | Kalex             | 1                     | 1                     | 1                              | 2                    | 2                    | 2                    | 2                     | 1                     | 1                  | 1                  | 1                              | 255  |
| 2    | Senna Agius          | Kalex             | 2                     | 2                     | Rit                            | 1                    | 1                    | 3                    | Rit                   | 2                     | 2                  | 2                  | 3                              | 182  |
| 3    | Álex Escrig          | Kalex             | 3                     | 7                     | 2                              | 3                    | 4                    | 1                    | 1                     | 3                     |                    |                    | 2                              | 160  |
| 4    | Álex Toledo          | Kalex             | 4                     | 4                     | 5                              | 4                    | 3                    | 5                    | 5                     | 8                     | 6                  | 5                  | 8                              | 125  |
| 5    | Xavier Cardelús      | Kalex             | Rit                   | 5                     | 3                              |                      |                      | 4                    | 3                     | 4                     | 3                  | 3                  | 4                              | 114  |
| 6    | Yeray Ruiz           | Kalex             | 13                    | 10                    | 4                              | 7                    | 19                   | 6                    | 7                     | 6                     | 4                  | 4                  | 9                              | 92   |
| 7    | Roberto García       | Kalex             | Rit                   | 6                     | Rit                            | 5                    | 11                   | 7                    | 4                     | 5                     | 5                  | Rit                | 6                              | 80   |
| 8    | Mattia Rato          | Kalex             | 6                     | 3                     | 7                              | 6                    | 10                   | Rit                  | 14                    | 10                    | 9                  | 6                  |                                | 76   |
| 9    | Piotr Biesiekirski   | Kalex             | Rit                   | NP                    | 8                              | Rit                  | 7                    | 9                    | 6                     | 7                     | 10                 |                    | 10                             | 62   |
| 10   | Eduardo Montero      | KTM               | 9                     | 9                     | Rit                            | 11                   | 12                   | 10                   | 9                     | 11                    | 11                 | 10                 | Rit                            | 52   |
| 11   | Héctor Garzó         | MV Agusta e Kalex | Rit                   | 25                    | NP                             | 10                   | 8                    | 8                    | 7                     | Rit                   |                    |                    | 5                              | 42   |
| 12   | McKinley Paz         | Kalex             | 12                    | 8                     | 12                             | 13                   | 13                   | 13                   | 20                    | 14                    | 14                 | Rit                | 11                             | 34   |
| 13   | Tommaso Marcon       | Kalex             | NP                    | NP                    | 6                              | Rit                  | Rit                  | Rit                  | 13                    | 9                     | 7                  | NP                 |                                | 29   |
| 14   | David Sanchis        | MV Agusta         |                       |                       |                                | 9                    | 9                    |                      |                       |                       | 12                 | 8                  |                                | 26   |
| 15   | Marco Tapia          | Yamaha            | 14                    | 14                    | 10                             | 15                   | 16                   | 12                   | 11                    | 15                    | 18                 | 13                 | 15                             | 24   |
| 16   | Sam Wilford          | Kalex             | 5                     | Rit                   |                                |                      |                      |                      |                       |                       | 13                 | 7                  | Rit                            | 23   |
| 17   | Álex Ruiz            | Yamaha            | 7                     | 12                    | 11                             | 16                   | 17                   | 14                   | 19                    | 16                    | 19                 | 14                 | Rit                            | 22   |
| 18   | Juan Rodríguez       | Yamaha            | Rit                   | NP                    | Rit                            | 14                   | 15                   | 11                   | 12                    | 13                    | 16                 | 11                 | Rit                            | 20   |
| 19   | Dani Muñoz           | Yamaha            |                       |                       |                                |                      |                      |                      | 10                    | 12                    | 15                 | 12                 | 12                             | 19   |
| 20   | Miquel Pons          | Brevo             | NP                    | NP                    | 9                              | SQ                   | 5                    |                      |                       |                       | Rit                | Rit                | Rit                            | 18   |
| 21   | Marc Alcoba          | Kalex             |                       |                       |                                | 8                    | 6                    | Rit                  |                       |                       |                    |                    |                                | 18   |
| 22   | Angelo Tagliarini    | Boscoscuro        | 8                     | 11                    | Rit                            | Rit                  | NP                   | Rit                  | 22                    | 19                    | NQ                 | NQ                 |                                | 13   |
| 23   | Dino Iozzo           | Yamaha            | 10                    | Rit                   | 14                             | 17                   | 18                   |                      | 16                    | Rit                   | 21                 | 18                 | 14                             | 10   |
| 24   | Nicolas Chris Czyba  | Yamaha            | 11                    | 13                    | 15                             | 22                   | Rit                  | 15                   | Rit                   | NP                    | 23                 | 19                 | 18                             | 10   |
| 25   | Borja Gómez          | Kalex             |                       |                       |                                |                      |                      |                      |                       |                       |                    |                    | 7                              | 9    |
| 26   | Mattia Volpi         | Kalex             |                       |                       |                                |                      |                      |                      | 15                    | Rit                   | 8                  | Rit                | Rit                            | 9    |
| 27   | Eric Fernández       | Kawasaki          |                       |                       |                                | 12                   | 14                   |                      |                       |                       |                    |                    |                                | 6    |
| 28   | Kevin Orgis          | Yamaha e Kalex    | 15                    | Rit                   | 13                             | NP                   | 27                   | 16                   | Rit                   | NP                    | 17                 | 16                 |                                | 4    |
| 29   | Paquale Alfano       | Yamaha            |                       |                       |                                |                      |                      | 18                   | 17                    | Rit                   | 22                 | 17                 | 13                             | 3    |
| 30   | Ryan van de Lagemaat | Yamaha            | 17                    | 14                    | 17                             | 18                   | 20                   | 17                   | 25                    | 23                    | 30                 | 23                 | 21                             | 2    |
| 31   | Jamie Davies         | Kalex             | 20                    | 19                    | NP                             | 24                   | 24                   | Rit                  | Rit                   | NP                    | 20                 | 15                 | Rit                            | 1    |
| Pos. | Pilota               | Moto              | Portogallo (bandiera) | Portogallo (bandiera) | Comunità Valenciana (bandiera) | Catalogna (bandiera) | Catalogna (bandiera) | Andalusia (bandiera) | Portogallo (bandiera) | Portogallo (bandiera) | Aragona (bandiera) | Aragona (bandiera) | Comunità Valenciana (bandiera) | P.ti |

| Legenda | 1º posto        | 2º posto            | 3º posto           | A punti      | Senza punti        | Grassetto – Pole position Corsivo – Giro più veloce |
| Legenda | Gara non valida | Non qual./Non part. | Ritirato/Non class | Squalificato | '-' Dato non disp. | Grassetto – Pole position Corsivo – Giro più veloce |

### Stock 600
Tutti i piloti che prendono parte a questa classifica, tranne Eric Fernández che partecipa con una Kawasaki, utilizzano motociclette Yamaha.
| Pos. | Pilota                 | Portogallo (bandiera) | Portogallo (bandiera) | Comunità Valenciana (bandiera) | Catalogna (bandiera) | Catalogna (bandiera) | Andalusia (bandiera) | Portogallo (bandiera) | Portogallo (bandiera) | Aragona (bandiera) | Aragona (bandiera) | Comunità Valenciana (bandiera) | P.ti |
| ---- | ---------------------- | --------------------- | --------------------- | ------------------------------ | -------------------- | -------------------- | -------------------- | --------------------- | --------------------- | ------------------ | ------------------ | ------------------------------ | ---- |
| 1    | Marco Tapia            | 4                     | 4                     | 1                              | 3                    | 3                    | 2                    | 2                     | 3                     | 3                  | 3                  | 4                              | 184  |
| 2    | Álex Ruiz              | 1                     | 1                     | 2                              | 4                    | 4                    | 3                    | 7                     | 4                     | 4                  | 4                  | Rit                            | 160  |
| 3    | Juan Rodríguez         | Rit                   | NP                    | Rit                            | 2                    | 2                    | 1                    | 3                     | 2                     | 2                  | 1                  | Rit                            | 146  |
| 4    | Dani Muñoz             |                       |                       |                                |                      |                      |                      | 1                     | 1                     | 1                  | 2                  | 1                              | 120  |
| 5    | Dino Iozzo             | 2                     | 12                    | 4                              | 5                    | 5                    |                      | 4                     | Rit                   | 5                  | 6                  | 3                              | 109  |
| 6    | Nicolas Chris Czyba    | 3                     | 2                     | 5                              | 9                    | Rit                  | 4                    | Rit                   | NP                    | 7                  | 7                  | 7                              | 94   |
| 7    | Ryan van de Lagemaat   | 7                     | 3                     | 7                              | 6                    | 6                    | 6                    | 10                    | 8                     | 13                 | 10                 | 10                             | 93   |
| 8    | Thomas Strudwick       | 6                     | 5                     | 9                              | 8                    | 7                    | 8                    | 8                     | 6                     |                    |                    |                                | 71   |
| 9    | Jacopo Hosciuc         | 9                     | 7                     | 10                             | Rit                  | 8                    |                      | Rit                   | 5                     | 10                 | 9                  | 6                              | 64   |
| 10   | Pasquale Alfano        |                       |                       |                                |                      |                      | 7                    | 5                     | Rit                   | 6                  | 5                  | 2                              | 61   |
| 11   | Kylian Nestola         | 11                    | 9                     | 8                              |                      |                      | 10                   | 9                     | 7                     | 11                 | 11                 | Rit                            | 57   |
| 12   | Eric Fernández         |                       |                       |                                | 1                    | 1                    |                      |                       |                       |                    |                    |                                | 50   |
| 13   | Mihail Florov          | 8                     | 6                     | Rit                            | 7                    | 9                    | Rit                  |                       |                       | Rit                | Rit                | 5                              | 45   |
| 14   | Kevin Orgis            | 5                     | Rit                   | 3                              | NP                   | 10                   | 5                    |                       |                       |                    |                    |                                | 44   |
| 15   | Freddie Heinrich       |                       |                       |                                |                      |                      | 9                    | 6                     | 9                     | 8                  | 8                  | 11                             | 44   |
| 16   | Filip Řeháček          | 10                    | 8                     | 6                              |                      |                      |                      |                       |                       | 12                 | Rit                | 8                              | 36   |
| 17   | Zech Dzegede           | 12                    | 10                    | NQ                             | 10                   | 11                   | 11                   | NQ                    | NQ                    | NQ                 | NQ                 | NQ                             | 26   |
| 18   | Corey Tinker           |                       |                       |                                |                      |                      |                      |                       |                       | 9                  | 12                 | Rit                            | 11   |
| 19   | Martin Renaudin        |                       |                       |                                |                      |                      |                      |                       |                       |                    |                    | 9                              | 7    |
| 20   | Miguel Santiago Duarte | NP                    | 11                    | NQ                             | NQ                   | NQ                   | NQ                   |                       |                       | NQ                 | NQ                 | NQ                             | 5    |
| Pos. | Pilota                 | Portogallo (bandiera) | Portogallo (bandiera) | Comunità Valenciana (bandiera) | Catalogna (bandiera) | Catalogna (bandiera) | Andalusia (bandiera) | Portogallo (bandiera) | Portogallo (bandiera) | Aragona (bandiera) | Aragona (bandiera) | Comunità Valenciana (bandiera) | P.ti |

| Legenda | 1º posto        | 2º posto            | 3º posto           | A punti      | Senza punti        | Grassetto – Pole position Corsivo – Giro più veloce |
| Legenda | Gara non valida | Non qual./Non part. | Ritirato/Non class | Squalificato | '-' Dato non disp. | Grassetto – Pole position Corsivo – Giro più veloce |

## Sistema di punteggio
| Pos.  | 1  | 2  | 3  | 4  | 5  | 6  | 7 | 8 | 9 | 10 | 11 | 12 | 13 | 14 | 15 | 16> |
| Punti | 25 | 20 | 16 | 13 | 11 | 10 | 9 | 8 | 7 | 6  | 5  | 4  | 3  | 2  | 1  | 0   |